# Král Šumavy
Der Král Šumavy (tschechisch für König des Böhmerwalds, auch bekannt als Author Král Šumavy) ist einer der ältesten Mountainbike-Marathons Europas. Hauptsponsor ist der tschechische Fahrradhersteller Author.

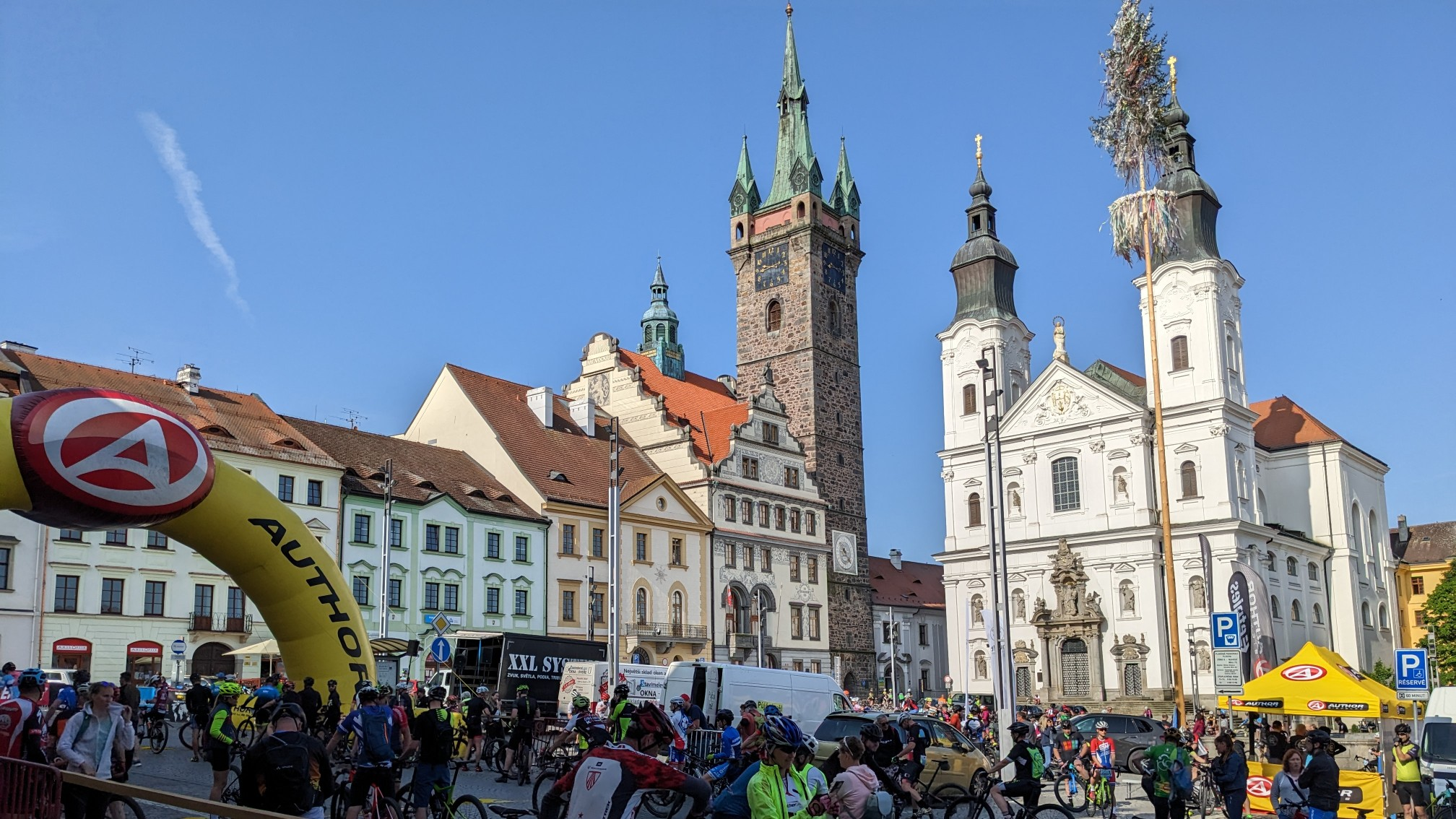
Startgelände des Marathons auf dem Zentralplatz in Klatovy

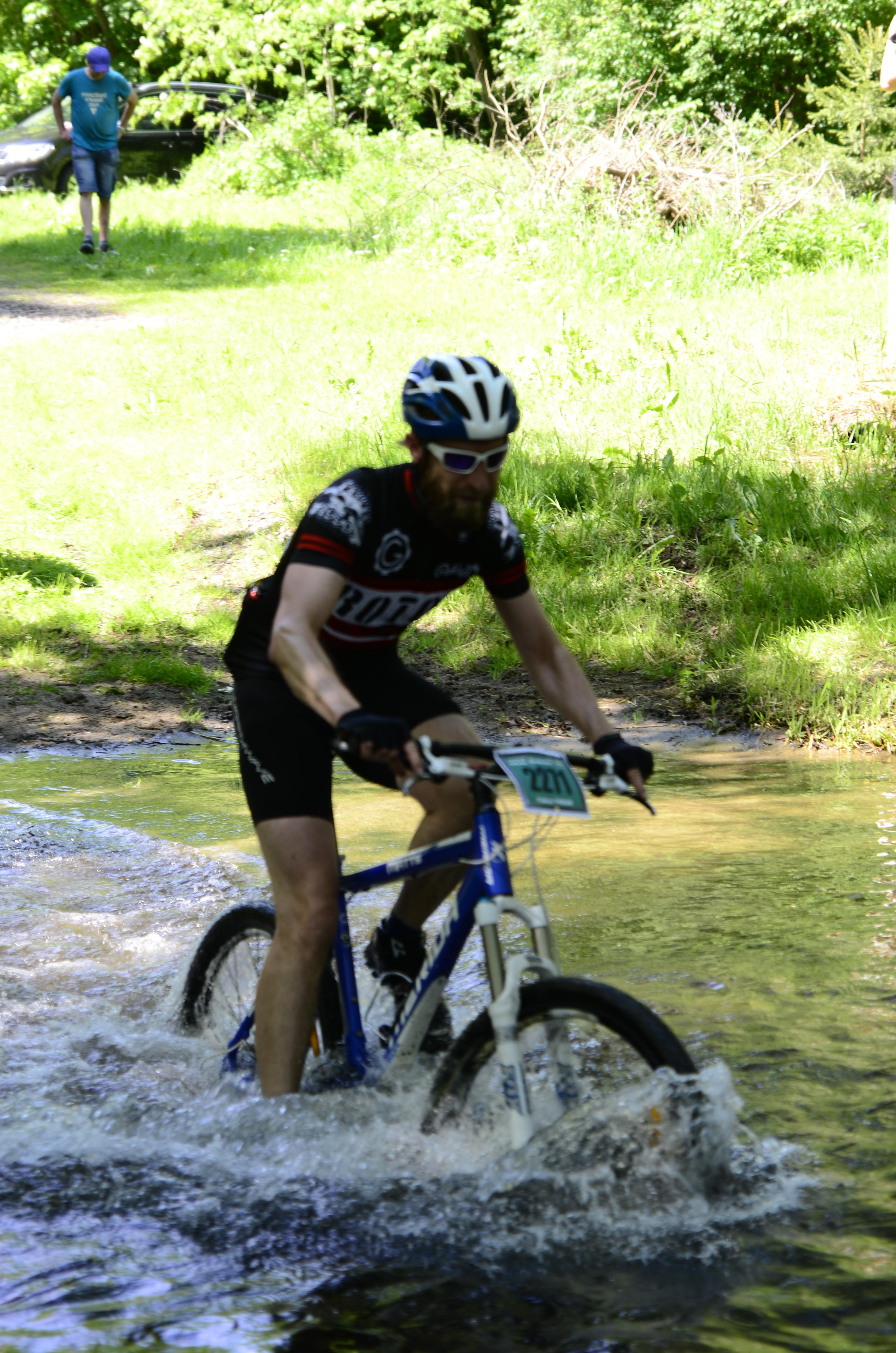
Flussdurchfahrt Král Šumavy 2025 - 55 km Strecke

Die Veranstaltung findet seit 1993 jährlich Ende Mai statt und zieht rund 2500 Teilnehmer an. Es gibt drei Wettkampfdistanzen mit unterschiedlich hohen konditionellen und technischen Anforderungen im Rahmen der Serie MarathonMan Europe sowie eine Kurzstrecke und ein  separater Wettbewerb für Gravelbikes. Die Strecken führen durch das Biosphärenreservat Šumava in der Region Pilsen am Rand des Böhmerwalds.
Start ist am zentralen Friedensplatz (Náměstí Míru) in Klatovy. Das Ziel befindet sich auf dem Gelände des Zimny Stadion im Westen der Stadt.

## Trivia
Král Šumavy ist auch die Bezeichnung für mehrere Fluchthelfer Ende der 1940er und Anfang der 1950er Jahre und verschiedener Filme, Bücher und Serien über sie. Siehe hierzu Könige des Böhmerwaldes.